# Yousfou Sawadogo
Yousfou Sawadogo (né le 17 juin 1975 à Ouagadougou en République de Haute-Volta, aujourd'hui Burkina Faso) est un footballeur international burkinabé, qui évolue au poste de gardien de but.

## Biographie

### Carrière en sélection
Avec l'équipe du Burkina Faso, il joue entre 1995 et 2001. Il figure notamment dans le groupe des sélectionnés lors des Coupes d'Afrique des nations de 2000 et de 2002.